# Arianismo

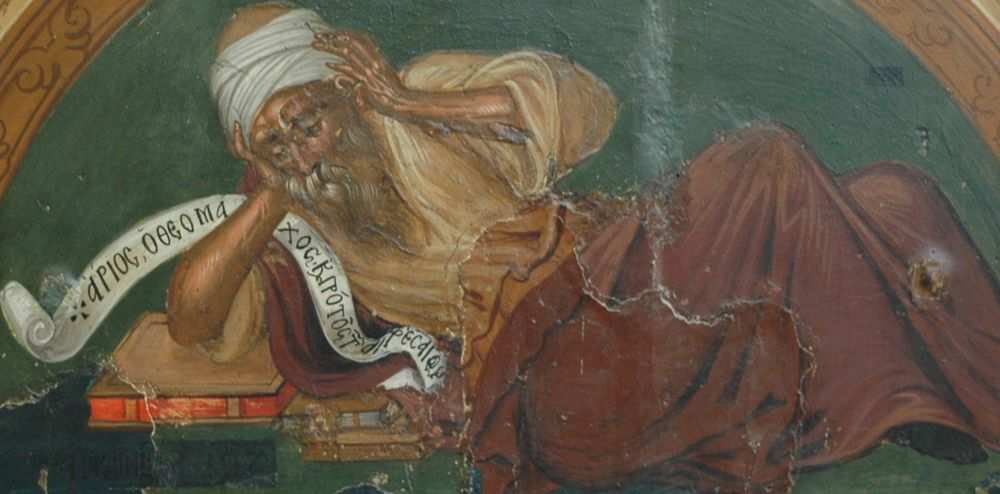
Retrato imaginado de Ário; detalhe de um ícone da Escola Cretense, c. 1591, representando o Primeiro Concílio de Niceia.

O Arianismo (em grego koiné: Ἀρειανισμός, transl.: Areianismós) foi uma visão cristológica antitrinitária sustentada pelos seguidores de Ário, presbítero cristão de Alexandria nos primeiros tempos da Igreja primitiva, que negava a consubstancialidade entre Jesus e Deus Pai, que Os igualasse.
Jesus então, seria subordinado a Deus Pai, sendo Ele (Jesus) não O próprio Deus em Si e por Si mesmo. Segundo Ário, só existe um Deus e Jesus é Seu filho e não O próprio Deus. Ao mesmo tempo afirmava que Deus seria um grande eterno mistério, oculto em Si mesmo, e que nenhuma criatura conseguiria revelá-l’O, visto que Ele não pode revelar a Si mesmo. Com esta linha de pensamento, o historiador H. M. Gwatkin afirmou, na obra «The Arian Controversy»: «O Deus de Ário é um Deus desconhecido, cujo ser se acha oculto em eterno mistério.»
Foi condenada como heresia no Primeiro Concílio de Niceia em 325 d.C devido ao Antitrinitarismo da doutrina.

## História
Por volta de 319, Ário, que estudou com Luciano de Antioquia, que, por sua vez, fora influenciado por Paulo de Samósata, que foi acusado de ser um adepto do adocionismo; começou a propagar que só existia um Deus verdadeiro, o "Pai Eterno", princípio de todos os seres. O Cristo-Logos havia sido criado por Ele antes do tempo como um instrumento para a criação, pois a divindade transcendente não poderia entrar em contato com a matéria. Apesar disso, Cristo, era inferior e limitado, e não possuía o mesmo poder divino, situando-se entre o Pai e os homens. Não se confundia com nenhuma das naturezas por se constituir em um semideus. Ário afirmava ainda que o Filho era diferente do Pai em substância. Essa ideia ligava-se ainda ao antigo culto dos heróis gregos, dentre os quais para ele Cristo sobressaía com o maior, embora apenas possuísse uma divindade em sentido impróprio. Como meio de difusão mais abrangente de suas ideias, fê-lo sob a forma de canções populares.
Um primeiro sínodo, em Alexandria, expulsou Ário da comunhão eclesiástica, mas dois outros concílios, fora do Egito, condenaram aquela decisão, reabilitando-o. Ário procurou o apoio de companheiros que, como ele, haviam sido discípulos de Luciano de Antioquia, em especial Eusébio, bispo de Nicomédia (atual İzmit). A luta que se seguiu chegou a ameaçar a unidade da Igreja e, ante o perigo de fragmentar também o império, levou o imperador Constantino a enviar Ósio, bispo de Córdoba, seu conselheiro particular, como mediador. O insucesso da missão levou-o a convocar, em 325, um concílio universal em Niceia (atual İznik). No Primeiro Concílio de Niceia (325) a maioria dos prelados, corroborada pelo próprio Constantino graças à influência de Atanásio de Alexandria (criador do termo "homoousios" (Consubstancialidade), significando "de substância idêntica" – para descrever a relação de Cristo com o Pai), condenou as propostas arianas, e declarou-as heréticas, obrigando à queima dos livros que as continham e promulgando a pena de morte para quem os conservasse. Definiu ainda o chamado "Credo Niceno".
As várias dúvidas suscitadas pelo Sínodo de Niceia reacenderam as lutas, com os prelados acusando-se mutuamente de hereges. Várias fórmulas dogmáticas foram ensaiadas para complementar a de Niceia, acentuando ainda mais as divisões, num conflito que expôs cada vez mais as diferenças entre o Ocidente latino e o Oriente grego, envolvendo disputas de primazia hierárquica e de política. Desse modo, num novo sínodo geral, celebrado na fronteira dos dois impérios, os ocidentais congregaram-se em torno do Credo de Niceia e excomungaram os hereges. Os orientais, a seu tempo, apoiaram as ideias de Ário e excomungaram não apenas os bispos apoiantes de Niceia como também o próprio bispo de Roma.
Ário retornou a Constantinopla em 334, chamado por Constantino e, segundo a lenda, faleceu em 336 quando a caminho de receber a comunhão novamente.

### Influência
As ideias de Ário foram adotadas pelos Imperadores Romanos: Constâncio II (337-361) e Valente (364-378) sem que, entretanto, fossem impostas à Igreja. Difundiram-se entre os povos bárbaros do Norte da Europa, quando da evangelização dos Godos, pela ação de Úlfilas, missionário enviado pelo imperador romano do Oriente. Os Ostrogodos e Visigodos chegaram à Europa ocidental já cristianizados, mas arianos.
Uma carta de Auxêncio, bispo de Milão do século IV, referindo-se ao missionário Úlfilas, apresentou uma descrição clara da teologia ariana sobre a Divindade: Deus, o Pai, nascido antes do tempo e Criador do mundo era separado de um Deus menor, o Logos, Filho único de Deus (Cristo) criado pelo Pai. Este, trabalhando com o Filho, criou o Espírito Santo, que era subordinado ao Filho e, tal como o Filho, era subordinado do Pai. Segundo outros autores, para Ário, o Espírito Santo seria uma criatura do Logos (Filho).
Proeminentes senhores da guerra vândalos e lombardos também adotavam um cristianismo ariano, assim como Odoacro, que reinou sobre a Itália entre 476 e 493.
A questão só seria debelada quando, em fins do reinado de Teodósio, ao tornar-se religião oficial do império, o cristianismo ortodoxo-romano afirmou-se em definitivo.
Após o século V, devido às perseguições, o movimento desapareceu gradualmente.
Séculos mais tarde, o nome "arianos" foi usado na Polônia para se referir a uma seita cristã unitária, a Irmandade Polonesa. Eles inventaram teorias sociais radicais e foram precursores do iluminismo.

## Paralelos modernos
"Semiarianismo" tem sido um nome aplicado por muitos para grupos não trinitários, desde então como: Testemunhas de Jeová, Cristadelfianos, Estudantes da Bíblia Livres, Associação dos Estudantes da Bíblia Aurora, alguns grupos Adventistas e outros grupos menores que professam o cristianismo. Existe também alguns grupos independentes de cunho protestantes, mas bem pequenos, que compartilham de ideologia semelhante.

## Os três (Deus Pai, Deus Filho e Deus Espírito Santo) separados
A Igreja de Jesus Cristo dos Santos dos Últimos Dias também prega a separação de Deus que é pai, Jesus Cristo que é filho literal na carne e Espírito Santo que é o que testifica aos homens as coisas de Deus. Em consonância com a regra de fé () Joseph Smith Jr. o primeiro profeta da igreja teve uma visão em que viu Deus e Jesus Cristo lado a lado, no que é conhecido como a primeira visão. Existem outros que viram Deus e Jesus Cristo como seres separados, um exemplo bíblico é Estevão, no qual é dito (na tradução de João Ferreira de Almeida):
Mas ele, estando cheio de Espírito Santo, fixando os olhos no céu, viu a glória de Deus, e Jesus, que estava à direita de Deus; E disse: Eis que vejo os céus abertos, e o Filho do homem, que está em pé à mão direita de Deus. (Atos 7:55-56)
A Igreja da Unificação ("Associação do Espírito Santo para a Unificação do Cristianismo Mundial") fundada pelo reverendo Sun Myung Moon, também prega e crê na separação entre as pessoas de Deus, Jesus e o Espírito Santo. Segundo a Teologia Unificacionista, Deus, o Criador encerra em si mesmo as dualidades masculina e feminina, e que Jesus representa a masculinidade perfeita de Deus, enquanto que o Espírito Santo representa a feminilidade perfeita de Deus. Se Jesus não tivesse sido rejeitado pelos seus contemporâneos, Ele constituiria a primeira família perfeita (livres do pecado original), como Adão e Eva restaurados e aperfeiçoados. Sua esposa seria a feminilidade divina em substância assim como Ele é a masculinidade divina em substância refletindo a perfeita imagem de Deus na terra. Como ele morreu sem constituir uma família substancial, Jesus permaneceu como a substância da masculinidade divina em espírito somente e o Espírito Santo assumiu o papel da feminilidade substancial em espírito somente, ficando a realização no plano físico por conta da segunda vinda do Cristo. Portanto para os unificacionistas, não é incorreta a crença de que Jesus é Deus e o Espírito Santo é Deus, ou que ambos são Deus, já que isto pode ser dito de um casal que substancialize as características duais de Deus de forma substancial aqui na Terra (que era o ideal de Deus para com Adão e Eva). Por isto Jesus era chamado o último Adão, e também Ele dizia que Ele mesmo era Deus, ao mesmo tempo que O chamava de Pai.